# Évolution du point culminant de la Russie
 (janvier 2019).
L'évolution du point culminant de la Russie suit l'évolution des connaissances géographiques et du territoire national sur le point culminant de la Russie.

## Principauté de Moscou

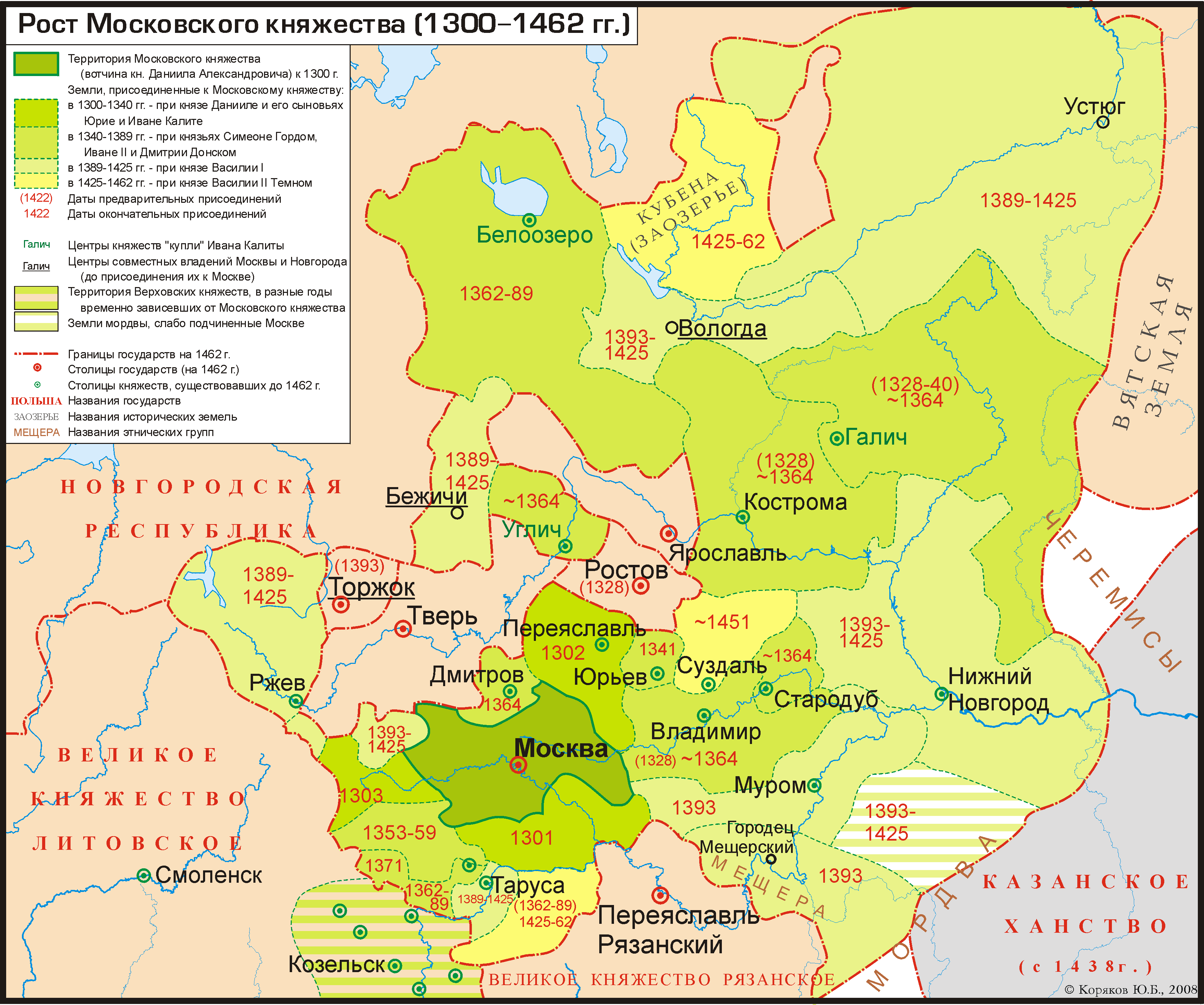
Évolution du territoire de 1300 à 1462.

La principauté de Moscou (1263-1328) recouvre l'oblast de Moscou dont le point culminant est la crête de Klin-Dmitrov à 300 m d'altitude.

## Extension jusqu'à l'Oural

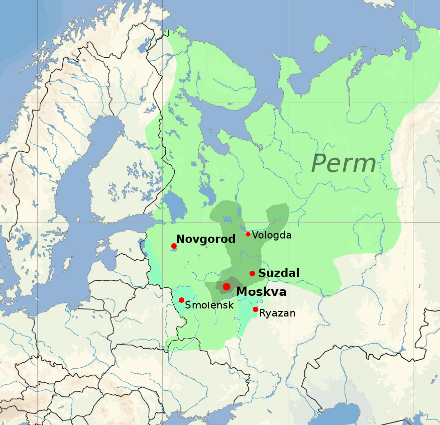
Développement territorial de la Russie de 1390 à 1533.

En 1533, la principauté de Moscou s'étend jusqu'à l'Oural pré-polaire où se situe le mont Narodnaïa à 1 894 m d'altitude.

## Traité de Koutchouk-Kaïnardji

Modifications territoriales issues du traité : en rose la Russie, en jaune le khanat de Crimée, en vert l'Empire ottoman (États chrétiens vassaux en vert pâle).

En 1773, la Russie signe le traité de Koutchouk-Kaïnardji, qui lui attribue les territoires correspondant à l'Elbrouz à 5 642 m.

## Invasion du Kazakhstan
De 1730 à 1863, la Russie envahit le territoire correspondant à l'actuel Kazakhstan. Le Khan Tengri devient le point culminant de l'empire Russe avec 7 010 m d'altitude.

## Dislocation de l'URSS
Début 1991, le point culminant de l'Union soviétique est le pic du Communisme à 7 495 m.
Le 9 septembre 1991, le Tadjikistan déclare son indépendance de l'Union soviétique. Le point culminant devient le Khan Tengri à 7 010 m.
Le 16 décembre 1991, le Kazakhstan quitte l'Union soviétique. Le point culminant devient l'Elbrouz à 5 642 m.